# Heliotropium kurtzii
Heliotropium kurtzii là loài thực vật có hoa trong họ Mồ hôi. Loài này được Gangui mô tả khoa học đầu tiên năm 1955.